# Zhenan Bao
Pour les articles homonymes, voir Bao.
Zhenan Bao (鲍哲楠) née en 1970, est une professeure de génie chimique et de sciences des matériaux américaine d'origine chinoise. Elle enseigne et dirige ses recherches à l'université Stanford. Elle est lauréate du prix L'Oréal-Unesco pour les femmes et la science en 2017 pour ses travaux sur les polymères fonctionnels extensibles utilisés pour l’électronique grand public, le stockage d’énergie et les applications biomédicales.

## Jeunesse et éducation
Zhenan Bao est née à Nankin en Chine en 1970. En 1987 elle commence des études de chimie à l'Université de Nankin. Pendant ce temps elle travaille dans le laboratoire de Gi Xue sur la Réticulation des polymères. En 1990, elle part pour les Etats-Unis et rejoint l'Université de l'Illinois à Chicago. Plusieurs mois plus tard, elle est acceptée en thèse en chimie dans à l'Université de Chicago avant même d'avoir achevé son Bachelor Degree grâce à deux prix remportés alors qu'elle étudiait à Nankin .
À l'Université de Chicago, Zhenan Bao applique, sous la supervision de Luping Yu le couplage croisé catalysé au palladium à la synthèse de polymères conducteurs et de polymères à cristaux liquides.
Elle reçoit son diplôme de Master scientifique en chimie en 1993 et devient docteure en chimie en 1995, toujours à l'Université de Chicago.

## Carrière académique
Après avoir achevé son doctorat, elle se voit proposer un post-doctorat à l'Université de Berkeley mais elle choisit de rejoindre le Département Recherche des Matériaux au sein de Lucent Technologies des Laboratoires Bell. Elle y développe le premier transistor complètement composé de plastique, ainsi que le transistor organique à effet de champ (en). Elle est coautrice de deux articles faisant partie d'une série importante de nouveaux travaux sur les semi-conducteurs menés par Jan Hendrik Schön. Ces papiers ont cependant été retirés pour fraude de la part de ce dernier. Zhenan Bao a quant à elle été innocentée. Elle a reçu une distinction de la part des Laboratoires Bell en 2001.
En 2004, elle retourne dans le milieu académique en intégrant la faculté de l'Université de Stanford. Elle y travaille principalement sur les semi-conducteurs organiques et les nanotubes de carbone en utilisant de nouveaux procédés de fabrication. Parmi les travaux récent de ce laboratoire, on trouve notamment le développement de peaux électronique et de panneaux solaires constitués exclusivement de carbone.
Zhenan Bao est la cofondatrice et membre du conseil administratif de deux startups de la Silicon Valley, C3 Nano et PyrAmes Health.

## Recherches
Zhenan Bao et son équipe de l'Université de Standford ont actuellement de nombreux projets de recherche. Ils ont récemment développé un nouveau matériau, un genre de circuit intégré souple et fin (qualifié de "skin-like", "comme une peau"), pouvant être utilisé dans le domaine médical.
Avec Karl Deisseroth, elle a développé de nouvelles polymères permettant de moduler le comportement d'une cellule nerveuse cible. Cette technologie peut être utilisée pour approfondir les connaissances de certaines maladies, comme la sclérose en plaques.

## Publication
Zhenan Bao and Jason Locklin, Organic Field-Effect Transistors, CRC Press, 2007  (ISBN 978-0849380808)